# Mozaik knjiga
Mozaik knjiga je jedna od najvećih nakladničkih kuća u Hrvatskoj koja objavljuje popularnu beletristiku za odrasle, djecu i mlade, ilustrirane enciklopedije, priručnike za odgoj i roditeljstvo, kuharice, poslovne knjige i filozofske tekstove te lektirni program.

## Povijest
Nakladnička kuća "Mozaik knjiga" osnovana je 1991. godine u Zagrebu. Danas je prepoznata kao obiteljski nakladnik čiji je nakladnički program tematski i sadržajno raznovrstan. Godišnje objavljuju i do 140 novih naslova koji variraju od velikih ilustriranih enciklopedija do programa priručnika za odgoj i roditeljstvo, kuharskih priručnika, od poslovnih knjiga i filozofskih tekstova do lektirnog programa za osnovne i srednje škole. U sklopu Mozaik knjige djeluje i najveći hrvatski knjižni klub "Svijet knjige" koji omogućava članovima kupovinu po povlaštenim klupskim cijenama koje su niže od cijena u običnim knjižarama. 
Godinama izdaju djela istaknutih domaćih autora poput Pavla Pavličića, Gorana Tribusona, Julijane Matanović, Sanje Polak, Sanje Pilić i Mire Gavrana te slikovnice ilustratora poput Tomislava Torjanca, Marsele Hajdinjak i Željke Mezić.

## Poveznice
- Izdavači knjiga u Hrvatskoj

## Vanjske poveznice
- Mozaik knjiga – službene stranice
- Svijet knjige – službene stranice